# Priorado Berden
Priorado Berden foi um priorado em Essex, Inglaterra. Este local agora tem uma casa com estrutura de madeira do final do século 16, listada como Grau II *, no centro da Fazenda do Priorado Berden.